# 伊宜馬尼峰 (波托西省)
伊宜馬尼峰（西班牙語：Illimani）是玻利維亞的山峰，處於波托西東南面和烏馬哈蘭塔山以北，屬於安第斯山脈中波托西山脈的一部分，海拔高度5,030米。